# Setodes oligius
Setodes oligius är en nattsländeart som först beskrevs av Ross 1938.  Setodes oligius ingår i släktet Setodes och familjen långhornssländor. Inga underarter finns listade i Catalogue of Life.